# موهلسدورف
موهلسدورف (به آلمانی: Mohlsdorf) یک منطقهٔ مسکونی در آلمان است که در Mohlsdorf-Teichwolframsdorf واقع شده‌است. موهلسدورف  ۲٬۸۱۲ نفر جمعیت دارد.